# Valle Bronda
La Valle Bronda è una valle della Provincia di Cuneo.

## Geografia
La valle, di dimensioni modeste, è totalmente boscosa e si trova ad ovest di Saluzzo, incuneata tra l'inizio della valle Po e l'inizio della valle Varaita.
La valle inizia a Castellar e poi prosegue nei comuni di Pagno e di Brondello. Termina al Colletto Basso di Isasca (818 m), passo che la mette in comunicazione con la bassa valle Varaita in corrispondenza del comune di Isasca.
È percorsa dal torrente Bronda, il quale confluisce nel Po.

## Storia
Template:Info

## Economia
La val Bronda è famosa per la sua agricoltura ed in particolare per le sue vigne. Si può ricordare il vino DOC Colline Saluzzesi Pelaverga e la produzione della prugna Ramasin.